# Pisani-Klasse
Die Pisani-Klasse war eine Klasse von vier U-Booten der Regia Marina. Die Boote wurden in den 1920er Jahren entwickelt und waren bei Ausbruch des Zweiten Weltkrieges bereits veraltet, weshalb sie im Krieg vor allem für Ausbildungszwecke genutzt wurden.

## Baugeschichte
Die Boote der Pisani-Klasse waren die ersten von Curio Bernardis nach dem Ende des Ersten Weltkrieges entworfenen U-Boote. Zugleich waren es die ersten U-Boote die in der ehemals für die österreichische Marine tätigen Werft in Monfalcone für die italienische Marine auf Kiel gelegt wurden. Nach den Vorstellungen des Marineministeriums sollte sich ihr Einsatz auf das Mittelmeer beschränken. Neben dem von Bernardis vorgestellten Bootstyp, stellte auch der Chefingenieur der Tosi-Werft in Tarent, Virgino Cavallini, ein Projekt vor. Während Bernardis ein Einhüllenboot entwarf, das vor allem mit seinen Leistungen bei der Tauchfahrt glänzen konnte, legte Cavallini bei seinem partiellen Zweihüllenboot vor allem auf die Leistungen bei der Überwasserfahrt wert. Die Marineführung entschloss sich am Ende einen Auftrag zum Bau von jeweils vier Booten an beide Konstrukteure zu vergeben. Die vier nach den Plänen von Cavallini bei Tosi in Tarent gebauten Baute bildeten nach dem Typboot Goffredo Mameli die Mameli-Klasse.
Die von Bernardis entworfenen U-Boote, die sich auch wegen der zentral im Bootsrumpf untergebrachten Trimmtanks von den Cavallini-Booten unterschied, wurden in der Folge als Bernardis-Typ bezeichnet. Verschiedene Änderungswünsche der Marine verzögerten die Fertigstellung der Boote. Nachdem bei der Abnahmeprüfung Probleme mit der Querstabilität auftraten, mussten Änderungen am Bootsrumpf vorgenommen werden, die sich negativ auf die ursprünglich angelegten Leistungen des Bootes auswirkten. Insgesamt erwiesen sich die Boote der Pisani-Klasse in der Praxis nur als mittelmäßige U-Boote.

## Boote der Klasse
| Boot                | Bauwerft        | Kiellegung       | Stapellauf         | Indienststellung   |
| ------------------- | --------------- | ---------------- | ------------------ | ------------------ |
| Vettor Pisani       | CNT, Monfalcone | 8. November 1925 | 24. November 1927  | 15. Juni 1929      |
| Marcantonio Colonna | CNT, Monfalcone | 3. Dezember 1925 | 25. Dezember 1927  | 10. Juli 1929      |
| Giovanni Bausan     | CNT, Monfalcone | 20. Januar 1926  | 24. März 1928      | 15. September 1929 |
| Des Geneys          | CNT, Monfalcone | 1. Februar 1926  | 14. September 1928 | 31. Oktober 1929   |

Quelle

## Einsatz und Verbleib
Die vier Boote bildeten das 5. mittelgroße U-Boot-Geschwader mit Heimathafen Neapel. 1935 wurden die Boote nach La Spezia und 1936 auf Leros im Italienischen Dodekanes verlegt. Dort bildeten sie das 2. Geschwader der VI. U-Boot-Gruppe.
Alle vier Boote wurden im Spanischen Bürgerkrieg auf Seiten der Nationalisten eingesetzt und absolvierten jeweils eine, die Des Geneys sogar zwei Feindfahrten. Alle Unternehmungen verliefen jedoch erfolglos. 1938 wurden die Boote der Pisani-Klasse der III. U-Boot-Gruppe unterstellt und operierten von Messina aus im Rahmen des 31. U-Boot-Geschwaders.

### Im Zweiten Weltkrieg

#### Vettor Pisani
Das Typboot war nach einer Dampfkorvette und einem Panzerkreuzer bereits das dritte Schiff der Regia Marina, das nach dem venezianischen Admiral Vettor Pisani benannt wurde. Nach der Kriegserklärung Italiens an Frankreich und Großbritannien wurde das Boot im Sommer 1940 in den Gewässern westlich von Malta für die Aufklärung und zum Abfangen feindlicher Schiffe eingesetzt. Ende 1940 wurde es nach zwei Unternehmungen nach Pola verlegt und diente anschließend als Schulboot für die Ausbildung der U-Boot-Mannschaften der dortigen U-Boot-Schule. Daneben wurde es zur U-Jagd eingesetzt. Bis zur Verkündung des Waffenstillstandes von Cassibile am 8. September 1943 kam die Vettor Pisani auf zwölf Feind- und neun Transportfahrten, zudem unternahm das Boot über 280 Ausfahrten für die Ausbildung angehender U-Boot-Fahrer.
Am Abend des 9. September 1943 setzte sich das Boot befehlsgemäß nach Tarent ab. Der Flottenstützpunkt Tarent war am gleichen Tag von der britischen 1. Luftlandedivision in der Operation Slapstick von den Alliierten in Besitz genommen worden. Bei der Überfahrt nach Tarent hatte die Vettor Pisani mit technischen Problemen zu kämpfen, unter anderem funktionierte der Kompass nicht richtig. Auf der Höhe von Brindisi wurde das Boot vom polnischen U-Boot Sokół abgefangen. Das polnische Boot begleitete die Vettor Pisani bis nach Santa Maria di Leuca. Am Abend des 12. September 1943 traf das Boot schließlich in Tarent ein.
Am 6. Oktober 1943 wurde es zusammen mit weiteren 22 italienischen U-Booten nach Neapel verlegt. Die Boote sollten dort zur Stromversorgung der Stadt beitragen, die sich Ende September in den sogenannten vier Tagen von Neapel selbst von den deutschen Besatzern befreit hatte. Im Januar 1944 wurde die Vettor Pisani nach Augusta auf Sizilien verlegt. Nach drei Monaten in Augusta kehrte das Boot im März nach Tarent zurück. Bis zum Ende des Krieges wurde es noch als Ausbildungsboot genutzt. Nach der Außerdienststellung am 1. Februar 1948 wurde das Boot verschrottet.

#### Marcantonio Colonna
Die Marcantonio Colonna war das zweite Schiff der italienischen Marine, das nach dem Admiral Marcantonio Colonna benannt wurde. 1879 war bereits ein Aviso mit diesem Namen vom Stapel gelaufen. Ein weiteres nach Marcantonio Colonna bezeichnetes Schlachtschiff der Francesco-Caracciolo-Klasse wurde im Ersten Weltkrieg nicht fertiggestellt.
Das Boote operierte nach dem italienischen Kriegseintritt von September bis Oktober 1940 zum Schutz der Häfen Bengasi und Tobruk vor der Küste Italienisch-Libyens. Dabei wurde es von einem feindlichen U-Boot angegriffen. Der abgefeuerte Torpedo traf die Marcantonio Colonna allerdings nicht. Nach einer weiteren Unternehmung vor Malta wurde das veraltete Boot mit Küstenschutzaufgaben im Golf von Neapel und in den Gewässern vor Genua betraut. Im Februar 1942 diente es kurz als Ausbildungsboot für die U-Jagd-Schule in La Spezia. Am 1. Juni 1942 wurde es desarmiert. Bis dahin hatte es zwölf Unternehmungen und sechs Transportfahrten durchgeführt. Anschließend wurde das Boot nur noch als Ladestation im Hafen von Genua genutzt. Am 18. Oktober 1946 wurde es schließlich außer Dienst gestellt.

#### Giovanni Bausan
Das U-Boot war die zweite Einheit der italienischen Marine, die nach dem Marineoffizier Giovanni Bausan benannt wurde. 1883 war bereits ein Rammtorpedoboot mit dem Namen vom Stapel gelaufen. Die Giovanni Bausan wurde zwei Tage nach dem italienischen Kriegseintritt in den Gewässern vor der Insel Sizilien bei Augusta von einem feindlichen U-Boot angegriffen, konnte dem abgefeuerten Torpedo aber geschickt ausweichen. Von Januar bis Oktober 1941 war es als Ausbildungsboot der U-Boot-Fahrer-Schule in Pola unterstellt. Am 18. Mai 1942 wurde das Boot desarmiert. Bis dahin hatte das Boot drei Feind- und fünf Transportfahrten absolviert. Anschließend wurde die Giovanni Bausan für den Transport von Treibstoff umgebaut und lief nun unter der Bezeichnung G.R. 151. Am 18. Oktober 1946 wurde das Boot aus dem Schiffsregister gestrichen.

#### Des Geneys
Die Des Geneys war nach einer 1869 außer Dienst gestellten Fregatte das zweite Schiff der Regia Marina, das nach dem Admiral Giorgio Des Geneys benannt wurde. Das Boot absolvierte seine erste Feindfahrt im Zweiten Weltkrieg ab dem 17. August 1940 im östlichen Mittelmeer. Am 3. September sichtete die Des Geneys bei Kreta mehrere Schiffe der britischen Mittelmeerflotte, sah sich aber gezwungen abzudrehen, nachdem die Briten Kurs auf ihre Position genommen hatten. Anschließend war das Boot in Pola abgestellt und absolvierte bis zu seiner Desarmierung Ende Mai 1942 als Ausbildungsboot 139 Ausfahrten. Danach wurde es noch Ladestation genutzt. Nach der Verkündung des Waffenstillstandes von Cassibile wurde die Des Geneys am 9. September 1943 in Fiume selbstversenkt. Das Boot wurde später gehoben und 1946 aus dem Schiffsregister gestrichen.